# مدرسة الغابة والصحراء
مدرسة الغابة والصحراء هي حركة شعرية ثقافية تأسست في أوائل الستينات من القرن الماضي، وتعد من أبرز تيارات الحداثة الثقافية والأدبية في السودان في القرن العشرين رأت في مفهوم التمازج العربي الذي رمزت له بالصحراء والأفريقي ودلت عليه بالغابة كخطاب لمسألة الهوية السودانية.

## تأسيسها وبدايتها
تأسست كرابطة ثقافية في جامعة الخرطوم عام 1962 باسم مدرسة الغابة والصحراء وضمت بعض طلاب الجامعة وخريجيها وفي طليعتهم النور عثمان أبكر، و محمد المكي إبراهيم ومحمد عبدالحي.

## المؤسسون
- النور عثمان أبكر «الذي أبتكر التسمية»
- محمد عبدالحي
- محمد المكي إبراهيم
- يوسف عيدابي
- عبد الله شابو

كما ينتمي إليها إسحق إبراهيم إسحق، و على المك ومصطفى سند (شاعر) وصلاح أحمد إبراهيم

## فكرة المدرسة
تقوم فكرة مدرسة الغابة والصحراء على انتماء الشعر السوداني إلى التمازج العربي الإفريقي «والذي يرمز له بالغابة رمز الأفرقانية والصحراء رمز العروبة» وهذا التمازج العربي الأفريقي في السودان هو الذي يشكل الأصل في الثقافة السودانية حسب هذه المدرسة التي تعتبر في حد ذاتهارمزية دلالية للعنصر الأفريقي الذي تمثله الغابة والعنصر العربي الذي تمثله الصحراء وهي بذلك تجسد الواقع الجغرافي السوداني والبيئة السودانية حيث تمتد الصحراء في السودان من الشمال حتى تخوم الوسط وشمال الوسط حيث تقطن أغلبية القبائل العربية أو تلك المتحدثة باللغة العربية ثم يليها نطاق السافانا ذو الأعشاب والحشائش والسافانا الغنية ومنطقة الغابات الاستوائية في الجنوب وجنول الوسط موطن القبائل غير الغربية ووجدت المدرسة ضالتها في نموذج السلطنة الزرقاء التي سادت  السودان أبان القرون الوسطى بتحالف بين قبائل العبدلاب العرب و الفونج غير العرب، أي بتلاقح العنصرين الثقافيين العربي والأفريقي والذي شكل النواة السودان المعاصر.

## هدفها
كانت غاية هذه المدرسة هي تكوين إتجاه في الأدب السوداني يدعو للبحث عن الكيان القومي والذاتية السودانية المتميزة وذلك لمخاطبة مسألة الهوية السودانية ولم يكن لها هدف سياسي واضح بقدرما ما كانت حركة فكرية ثقافية ولذلك فإن أثرها في محاولات تغيير الواقع المعاش في السودان كتن ضعيفاً للغاية. 

## الإنتقادات التي واجهتها
وصف الكاتب السوداني عبد الله علي إبراهيم في حوار له في صحيفة الرأي العام السودانية شعراء الغابة والصحراء بأنهم كانوا جيلاً «مفعماً باليسارية السمحة اختلطت عندهم الممارسة بالتنظير بمعنى إنهم كانوا يساريين رومانسيين لا واقعيين». ورفض إبراهيم الفكرة التي تستند عليها المدرسة  والطرح الذي تتبناه لأن موضوع الهوية في نظره هو أكثر من مجرد «معادلة ثقافية رائعة وجميلة كالذي تطرحه الغابة والصحراء»، وقال أنه اكتشف تبسيطية هذه المعادلة حينما بدأ ينظر في «ينابيعها الثقافية والنظرية والمعرفية ». ويمضي معترفاً بقيمتها الأدبية العالية، وقال لم أنكر في يوم من الأيام أن شعرها من أجمل ما تقرأ من الشعر. بل وأكاد أستشهد به من غير انقطاع. ولكن الشعر شيء وأعذب الشعر أكذبه».

كما شهدت المدرسة صراعا بين روادها أنفسهم في تفسير مفاهيمها. ففي حين يذهب فريق يتقدمه النور عثمان أبكر إلى تغليب العنصر الإفريقي على العربي ويشكك في عروبته ويقول «عربي... ولكن» يميل صلاح أحمد إبراهيم إلى المكون العربي وينبري عن الدفاع عنه واصفا تساؤلات النور عثمان أبكر وشكوكه بأنها عنصرية ولا معنى لها ولا يمكن أن تكون لها إجابة نهائية أو قيمة حقيقية وهي تساؤلات سياسية في نظره وبمثابة مراجعة لمواقفنا الرائعة والتشكيك فيها وإن وضع العروبة مقابل الإفريقية هو خبث ومحاولة لطمث العروبة وينتهي ليقول:«لا يا نور.. نحن عرب العرب.» . أما محمد عبد الحي فيرى فيها عودة إلى الجذور الأصلية المنسية وإلى الثقافة التي ينشدها وهي ثقافة هجين وفي ذلك يقول: «هي أفريقية أصلاً ولكنها عربية الملامح».

## مميزات أعمال المدرسة
تتميز معظم أعمال شعراء وأدباء هذه المدرسة بالعناصر التالية:
- هموم الهوية السودانية والثقافة العربية الإفريقية

تنطلق معظم أعمال هؤلاء الشعراء من مشكلة تعريف الهوية السودانية فهناك من يرى فيها بأنها هوية أفريقية في أصلها وجذورها وآخر يصفها بأنها عربية الجوهر والمظهر وثالث يقف موقف الوسط فيضعها في موضع هجين بين الإثنين. ففي قصيدة «الغابة» يقول مصطفى سند:
في غرابة الملامح وعندما سجنتُ في رواق الليل
كانت الطبول والخمور والذبائح
ويقول صلاح أحمد إبراهيم في ديوانه «غابة الأبنوس »( قصيدة يا مرية):
أنا من إفريقيا صحرائها الكبرى وخط الاستواء
شحنتني بالحرارات الشموس
وشوتني كالقرابين على نار المجوس
لفحتني فأنا منها كعود الأبنوس
وأنا منجم كبريت سريع الاشتعال
يتلظى كلما اشتمّ على بعدٍ تعال
وأخذ محمد المكي إبراهيم موقف الوسط الهجين فيقول في قصيدة («بعض الرحيق أنا والبرتقالة أنت»): 
للَّه يا خلاسية
يا حانةً مفروشة بالرمل
يا مكحولة العينين يا مجدولة من شعر أغنية
يا وردةً باللون مسقية
بعض الرحيق أنا والبرتقالة أنت
يا مملوءة الساقين أطفالا خلاسيين
يا بعض زنجيّة يا بعض عربيّة وبعض أقوالي أمام اللَّه
- البعث الحضاري للحضارات السودانية القديمة

وهذا نجده عند الذين يرون في أن بلاد السودان عاشت في حضارة عظيمة قبل دخول العرب. فقد عرفت الحديد، وشيدت المعابد واستخدمت الحروف لكتابة لغتها، بينما يشير البعض إلى مملكة سنار الإسلامية الهوية تشكل النواة الأولى للسودان بحدوده الحالية. يقول النور عثمان أبكر في قصيدة «صحو الكلمات المنسية»: 
من كاهن هذا المعبد أوصده في وجه العابر والساعي؟
غرت على سنار رفعت ندائي غضبى أشهر من مصباح اللؤلؤ
خزيت أرحام الموتى شبعاً، عافية
راحة بال ووساد حتى يرفع إنسان رأسه يرعب
يجرف اطمئنان الموت على «مروي»
- مفهوم الحب وجماليات المرأة السودانية

شعراء الغابة والصحراء لم يذهبوا مذهب معظم الشعراء السودانيين في كتاباتهم عن الحب والمرأة ولا يستخدمون الأوصاف والتشبيهات العربية النابعة من بيئة شبه الجزيرة العربية عند تناولهم جمال المرأة السودانية فهي عندهم امرأة بمواصفات هجين ليست بيضاء بل هي سمراء داكنة البش«»رة. ولعل ابلغ تمثيل لذلك هو ما ورد في قصيدة محمد المكي إبراهيم «بعض الرحيق أنا والبرتقالة أنت» التي تتحدث عن امرأة بعض عربية وبعض زنجية خلاسية.

- استخدام الصور والرموز النابعة من الثقافة السودانية

كتب الشاعر صلاح أحمد إبراهيم في قصيدته  غوزي ووزي «Fuzzy Wuzzy وهو الاسم الذي اطلقه المستعمر البريطاني على قبائل الهدندوة في شرق السودان» عن السروال والسيف والشوتال(خنجر شرق السودان) والشعر المغوّف الوديك ( أي الممسوح بالودك وهو دهان يصنع من شحم البقر وبعص العطريات) والخلال (مشط أهل الشرق في السودان) وعلبة التنباك(التبغ السوداني) وشجر الصبار.
- استخدام الماورائيات

ففي قصيدة «سيرة ذاتية» يقول النور عثمان أبكر:
شيخ هدّه التجواب، تحكي عينيه الأسفار
تأملني وناداني
تفرس راحتي حينا وباركني وعوّذ لي من الريح الخبيث
ومن عيون الناس وقال جبيني الخلاق أفلاك، فراشات، شذى أعراس
وقلبي وافر الإحساس
تأملني يباركني ويهديني دروب الشمس
وقال محمد عبد الحي في قصيدة العود إلى سنار 
الليلة يستقبلني أهلي
أرواح جدودي تخرج من فضة أحلام النهر
ومن ليل الأسماء تتقمص أجساد الأطفال
تنفخ في رئة المداح وتضرب بالساعد عبر ذراع الطبال
- استخدام رمزية الغابة والصحراء

كان أول من استخدم هذه الرمزية هو النور عثمان أبكر، اثناء وجوده في ألمانيا عام 1962 وذلك في ديوانه «صحو الكلمات المنسية»، و يتوزع شعراء مدرسة الغابة والصحراء بين الرمزين توافقا مع بعضهم بعضا أو تنافرا. فهم يتفقون على أن الثقافة السودانية تتكون من العنصرين ولكن أيهما الغالب أو الأهم، هذا ما يختلفون فيه. فهناك من يقدم الغابة على الصحراء ويرى فيها أصل الثقافة السودانية كما هو الحال عند صلاح أحمد إبراهيم. وهناك من يرتفع بالصوت الإفريقي عالياً لتهميش العنصر العربي، وخير مثال لذلك هو الشاعر النور عثمان أبكر. أما حالات التوفيق بين الإثنين لإحداث التوازن، تتمثل في تجربة محمد المكي إبراهيم. يقول النور عثمان أبكر «مولود الغابة والصحراء من هذا الطافر كالجبل الأسمر كمنارة ساحلنا الأزرق». ويقول محمدالمكي إبراهيم «أتلمس في الأدغال وفي الصحراء البهو معالمها أتلمس لا ألقى إلا حبات مسابحكم(المفرد مسبحة وهي عقد من الخرز يستخدم في التسبيح لله ).
ومن مميزات شعر هذه المدرسة الابتعاد عن التعقيد اللغوي والغموض الذي كان السمة البارزة للشعر العربي الحديث إبان ستينيات القرن الماضي. ويمكن تصنيف كتاباتهم تحت وصف الواقعية الاشتراكية التي ترى أن للأدب رسالة محددة، يمكن توصيلها إلى متلقيها بصورة واضحة ومباشرة، ولذلك نجد أن شعر محمد المكي إبراهيم وصلاح أحمد إبراهيم يتسم بالتقريرية. وفي المقابل نجد أشعار مصطفى سند والنور عثمان أبكر ومحمد عبد الحي تتسم بالغموض والفنتازيا ت فجاءت رنانة وقوية. 